# Zebrilus
Zebrilus is een geslacht van vogels uit de familie reigers (Ardeidae).

## Soorten
Het geslacht kent de volgende soort:
- Zebrilus undulatus – Zigzagreiger